# Excubitores
Die Excubitores (lat. „Wächter“; griech. ἐξκουβίτορες) waren eine Eliteeinheit, die in der ausgehenden Spätantike die wichtigste Garde des oströmischen Kaisers bildete.

## Geschichte
Gegründet wurde die Truppe um 460 durch Kaiser Leo I., der damals im Begriff war, die Handlungsspielräume des Herrschers wieder zu vergrößern. Die laut Johannes Lydos 300 Mann starke Einheit wurde aus erfahrenen Soldaten rekrutiert; ihre Einführung war möglicherweise notwendig geworden, weil die ursprüngliche Leibgarde, die scholae palatinae und die protectores domestici, die ihrerseits nach 312 an die Stelle der Prätorianer getreten waren, zu Paradetruppen ohne großen Kampfwert herabgesunken waren. Vor allem konnte sich der Kaiser, der sich damals in einem Machtkampf mit dem Heermeister Aspar befand, der Loyalität dieser Gardisten wohl nicht mehr sicher sein. Leo erkannte daher, dass die Kaiser eines wirksameren Schutzes bedurften, um gegenüber mächtigen Aristokraten und Militärs souverän auftreten zu können. Etwa zeitgleich mit der Einrichtung der excubitores erließ der Kaiser daher ein Gesetz, das es nur noch ausgewählten Würdenträgern gestattete, sich mit einem bewaffneten Anhang (bucellarii) zu umgeben.
Bereits in der frühen Kaiserzeit hatte man einen Wache haltenden Soldaten auf Lateinisch als excubitor bezeichnet; diese Benennung griff Leo, an dessen Hof noch Latein gesprochen wurde, auf. Die Kampfkraft der neuen Truppe, die an den Seiteneingängen des palatium postiert wurde, bewährte sich bereits 471, als nach der Ermordung Aspars dessen bewaffneter Anhang einen Angriff auf den Kaiserpalast unternahm, der von den excubitores abgewehrt wurde. Anfangs dienten offenbar viele Isaurier in der neuen Garde, doch sind früh auch Männer anderer Herkunft, insbesondere aus den lateinischen Balkanprovinzen, als excubitores belegt.
An der Spitze der neuen Garde stand der comes excubitorum. Dieses Amt wurde sehr bald sehr bedeutsam; mehrere seiner Inhaber wurden im 6. Jahrhundert sogar selbst Kaiser, so Iustinus, Tiberius Constantinus und Mauricius. Zudem wurden sie früh auch als Feldherren eingesetzt oder begleiteten oströmische Armeen, um die Heerführer im Namen des Kaisers zu kontrollieren. Ebenfalls bedeutend war daneben der Rang eines scribo; diese scribones kommandierten oft kleinere Abteilungen der Garde, die Spezialaufträge ausführten. Der scribo Anthinus etwa verhaftete im Auftrag des Kaisers Justinian 546 den römischen Bischof Vigilius und überführte ihn nach Konstantinopel; Ähnliches wiederholte sich 653 bei der Gefangennahme von Papst Martin I. durch eine Gruppe von excubitores. Die Gardisten fungierten unter Umständen auch als Henker.
Als die oströmische Armee um die Mitte des 7. Jahrhunderts angesichts der Niederlagen gegen die Araber (Islamische Expansion) grundlegend umstrukturiert wurde – so verschwand auch das Amt des magister militum – scheinen auch die excubitores ihren Charakter stark verändert zu haben. Um 750 wurden sie, völlig neu organisiert, zusammen mit den scholae in Elite-Regimenter (Tagmata) umgewandelt, die dann den Kern der oströmischen Kaisergarde und der verschiedenen Expeditionskorps bis ins 11. Jahrhundert bildeten. Das Tagma der ἐξκουβίτορες wird zum letzten Mal in der Armee des Kaisers Alexios I. bei der verheerenden Schlacht von Dyrrhachion gegen die Normannen im Jahr 1081 erwähnt. Die von 988 bis 1204 bestehende Warägergarde des byzantinischen Kaisers ersetzte die Excubitores.